# Coldplay
I Coldplay sono un gruppo musicale rock alternativo britannico formatosi a Londra nel 1997.
La band è composta da Chris Martin (voce, pianoforte, chitarra acustica), Jonny Buckland (chitarra elettrica), Guy Berryman (basso elettrico) e Will Champion (batteria). I quattro musicisti si conobbero alla University College di Londra e fondarono il gruppo che cambiò diversi nomi tra il 1996 e il 1998, prima in Pectoralz, poi Starfish ed in seguito definitivamente Coldplay. Il direttore creativo Phil Harvey è conosciuto per essere il quinto membro della formazione.
I Coldplay raggiunsero la fama mondiale con il loro singolo Yellow, contenuto nel loro album di debutto Parachutes (2000). Il brano diventò presto una hit e nel luglio 2000 arrivò a piazzarsi alla quarta posizione della classifica dei singoli britannica. Il loro secondo album, A Rush of Blood to the Head (2002), vinse un NME Awards come album dell'anno e segna, dunque, la loro consacrazione e consente alla band di acquisire notorietà in tutto il mondo. L'album si piazzò direttamente al 1º posto della Official Albums Chart e al 5º posto della Billboard 200. La loro successiva pubblicazione, X&Y (2005), nonostante l'apprezzamento da parte della critica, non riuscì ad eguagliare l'accoglienza di A Rush of Blood to the Head; malgrado ciò riuscì a tenere i ritmi di vendita dei precedenti dischi risultando il più venduto del 2005. Con il loro quarto album in studio Viva la vida or Death and All His Friends (2008), prodotto da Brian Eno, il gruppo ottenne numerose recensioni favorevoli con una vendita di oltre 10 milioni di copie, oltre alla vittoria di tre Grammy Award. Mylo Xyloto, il quinto album, esce nell'ottobre 2011 ed entra nelle top ten di oltre 30 paesi vendendo più di 8 milioni di copie e diventando l'album più venduto del Regno Unito. Nel 2014 esce il sesto album Ghost Stories, che raggiunge la prima posizione dell'iTunes Store in oltre 100 paesi, con una vendita pari a 3,7 milioni di copie. Nel 2015 è stata la volta del settimo album in studio A Head Full of Dreams, che ha venduto 5 milioni di copie in tutto il mondo.
A livello mondiale i Coldplay hanno venduto circa 100 milioni di copie, le quali rendono loro tra gli artisti musicali di maggior successo di tutti i tempi. Nel corso della loro carriera, hanno vinto 107 premi tra i quali figurano nove BRIT Award (record assoluto), sette Grammy Award, sette MTV Europe Music Awards, sei Q Awards e sette MTV Video Music Awards; in virtù di tali successi, sono il sesto gruppo più premiato nella storia della musica. Con l'esteso A Head Full of Dreams Tour si sono confermati tra le band più redditizie di sempre, essendo la terza serie di concerti più vista di tutti i tempi, in grado di raccogliere oltre 5,5 milioni di fan in tutto il mondo.
La band, inoltre, è nota per il suo supporto a numerose iniziative benefiche e sociali; sostenitori sin dagli esordi di Oxfam, nel 2004 il gruppo ha aderito al progetto Band Aid 20 – ideato da Martin – e l'anno successivo si è esibito al Live 8.

## Storia del gruppo

### Primi anni (1996-1999)

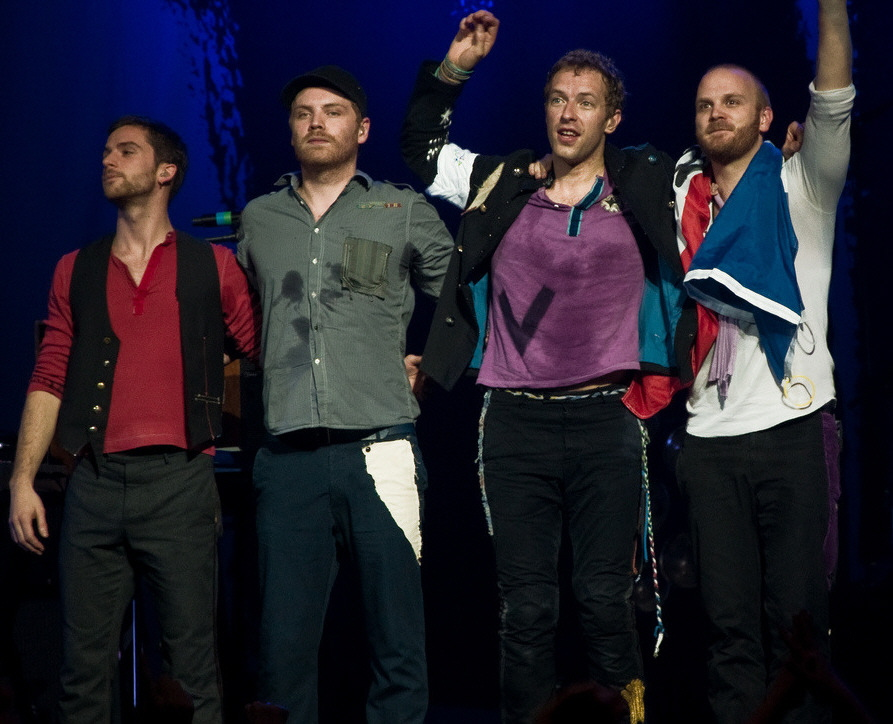
I Coldplay al termine di un concerto nel 2009

Nel settembre del 1996, in occasione della festa delle matricole alla University College di Londra, Chris Martin e Jonny Buckland si conobbero e, dopo aver capito che la passione per la musica li accomunava, presero la decisione di costituire un piccolo gruppo. Martin aveva già una certa esperienza, in quanto imparò a suonare il pianoforte a cinque anni, sei anni più tardi fondò il suo primo gruppo e al liceo era il chitarrista del gruppo soul Rocking Honkies. Buckland invece era quasi agli inizi, in quanto aveva fatto parte di un gruppo hip hop, scrivendo testi e cantando. Accanto a questi due personaggi, si affiancò Phil Harvey, un amico di Martin.
L'idea originaria era quella di costituire una boy band con il nome di Pectoralz. Chris e Jon comprarono casa a Camden, un sobborgo di Londra, vicino al college. Chris cominciò a scrivere canzoni e a quel periodo risale Love I'm So Tired, il primo brano di rilievo dei futuri Coldplay. Verso il 1997 Martin e Buckland decisero di fondare un gruppo musicale vero e proprio. La band si completò con Guy Berryman, iscritto alla facoltà di ingegneria con un passato da trombettista, percussionista e fondatore dei Time Out e Will Champion, studente di antropologia, suonatore di pianoforte, chitarra, basso e tin whistle. Dal momento che gli strumenti oggetto di studio di Will possedevano già un "titolare" decise di imparare la batteria, imparando a suonarla dopo soli tre mesi di studio.
Il primo incontro della band risalì al 14 marzo 1998, nella camera da letto di Buckland: gli Starfish (il nome scelto dopo aver scartato Big Fat Noises e Trombelese) suonarono Ode to Deodorant e So Sad per molte ore. Per farsi conoscere, la band decise di organizzare un piccolo concerto: un promoter locale li obbligò a portare al Camden Laurel Tree almeno 25 persone. Al loro primo concerto, il 16 gennaio 1998, i futuri Coldplay si esibirono davanti a più di 100 persone, suonando le canzoni If All Else Fails, So Sad, Vitamins, Ode to Deodorant e John Squire Panic. Gli Starfish decisero di incidere So Sad su una musicassetta e di assumere un manager che curasse i loro interessi, Phil Harvey. Il gruppo successivamente cambiò nome in Coldplay, derivato da un'idea di un amico di Chris, Tim Compton che aveva prima preso in considerazione e poi scartato questo nome per la sua band. Con il passare dei mesi, la band collezionò sempre più date, fino a partecipare all'Unsigned Band Festival a Manchester nel settembre del 1998. Qui incontrarono Debs Wild, la responsabile dell'A&R Consulting e attuale webmaster del sito ufficiale del gruppo. Al concerto suonarono Bigger Stronger, No More Keeping My Feet on the Ground, Such a Rush, Don't Panic e Only Superstition. Questi brani sono stati successivamente inclusi negli EP Safety E.P. e The Blue Room E.P. e nel singolo di debutto Brothers & Sisters; i dischi sono stati tutti pubblicati dalla Fierce Panda Records.
La Parlophone, la stessa casa discografica che scoprì i The Beatles, offrì un contratto ai Coldplay. Il nervosismo creato dall'imminente uscita di Parachutes creò alcune incomprensioni: un giorno Martin si presentò ubriaco e in seguito a uno scontro verbale cacciò Champion dal gruppo (il giorno seguente lo riaccolse e si scusò dando la colpa all'alcol).
La prima testimonianza audiofonica è datata 3 gennaio 1999 durante la Evening Session a Radio One: la band quel giorno eseguì Bigger Stronger, Shiver, We Never Change e Brothers & Sisters.

### Parachutes(2000-2001)
Nel novembre 1999 i Coldplay incentrarono i loro sforzi sul loro album di debutto. La band passò il Capodanno a completare i brani Yellow ed Everything's Not Lost. Suonarono anche al NME Carling Premier Tour, che mostrava artisti emergenti. Dopo aver pubblicato tre EP senza una hit, i Coldplay pubblicarono il loro primo successo da classifica, Shiver. Pubblicato nel marzo 2000, il singolo si piazzò alla 35ª posizione della Official Singles Chart britannica, ma procurò alla band una prima trasmissione su MTV.
Il giugno 2000 fu un momento cruciale nella storia dei Coldplay. La band diede via al suo primo tour, che incluse un ritorno trionfale a Glastonbury, e fu pubblicato il fortunato singolo Yellow: la canzone si piazzò alla 5ª posizione nel Regno Unito e rese famosa la band su scala mondiale.
I Coldplay pubblicarono l'album di debutto Parachutes nel luglio 2000. Oltre all'acclamazione della critica l'album venne attaccato per le somiglianze con la musica dei Radiohead nella loro era The Bends - OK Computer. In poco tempo, Yellow e Trouble raggiunsero una trasmissione radiofonica regolare su entrambe le sponde dell'Atlantico. La Parlophone all'inizio prevedeva vendite di 40 000 unità per Parachutes; 1,6 milioni di copie erano state vendute solo nel Regno Unito.
Trovato il successo in Europa, la band si concentrò sul Nord America. Parachutes venne pubblicato nel novembre 2000. La band iniziò un tour negli Stati Uniti d'America agli inizi del 2001, insieme a partecipazioni al Saturday Night Live, Late Night with Conan O'Brien e David Letterman Show. Parachutes fu un modesto successo e fu certificato come disco d'oro. L'album fu ben accolto dalla critica e Parachutes vinse il Grammy Award, per Miglior Performance Alternativa nel 2002.

### A Rush of Blood to the Head(2002-2004)

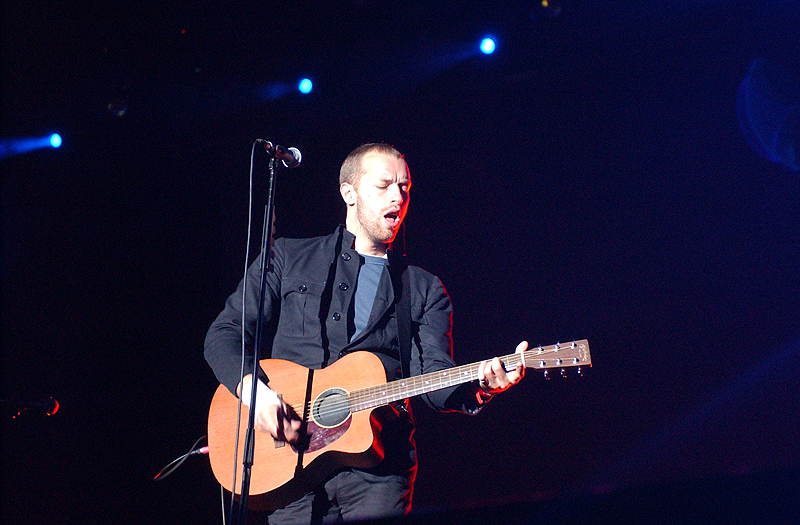
Chris Martin in un concerto dell'A Rush of Blood to the Head Tour

I Coldplay ritornarono negli studi di registrazione nell'ottobre 2001, per iniziare a lavorare sul loro secondo album. Le sessioni erano spesso difficoltose, e c'erano numerose voci che vedevano la band sul punto di sciogliersi o che l'album avrebbe dovuto essere la loro ultima uscita. Con molto anticipo, i Coldplay pubblicarono il loro secondo album, A Rush of Blood to the Head, nel mese di agosto del 2002. L'album fu generalmente considerato come un'opera più sofisticata rispetto a Parachutes. Ad esempio, il brano di apertura Politik fu scritto pochi giorni dopo gli attacchi terroristici dell'11 settembre. A Rush of Blood to the Head divenne un best seller e ricevette molti consensi dalla critica. Ne furono tratti vari singoli di successo, in particolare In My Place, una ballata in puro stile McCartney, The Scientist, e Clocks (quest'ultima ritenuta da Peter Van Wood un plagio della sua Caviar and Champagne). A Rush of Blood to the Head probabilmente ricordava molto gli Echo & the Bunnymen, il che non deve sorprendere dato che il loro cantante, Ian McCulloch, fu invitato alle sessioni di registrazione come consulente di studio ufficioso. In un'occasione, Martin indossava la giacca di McCulloch durante la registrazione di In My Place. Chris Martin e Jon Buckland ricambiarono il favore comparendo come ospiti sull'album da solista di McCulloch, Slideling. I Coldplay hanno anche eseguito varie volte versioni dal vivo di un successo dei Bunnymen, Lips Like Sugar.
I Coldplay sono stati in tour per più di un anno da giugno 2002 a settembre 2003, visitando cinque continenti e suonando come gruppo di spicco al Glastonbury Festival, V2003 e Rock Werchter. Tra la primavera e l'estate furono in Italia tre volte: a Roma, Fano (all'interno del Festival Il violino e la selce, curato da Franco Battiato) e Verona. Il tour mostrò il progresso del gruppo come vera e propria band da stadio. Molti concerti avevano luci elaborate e schermi personalizzati che ricordavano l'Elevation Tour degli U2. I Coldplay si sono anche costruiti una reputazione per la loro scelta eclettica di cover da eseguire dal vivo, da Here Comes the Sun dei The Beatles loro idoli, Barbie Girl degli Aqua, Du hast dei Rammstein e Hot in Herre di Nelly, oltre a The Living Daylights degli A-ha e What a Wonderful World, portata al successo da Louis Armstrong. Durante il tour esteso, i Coldplay hanno anche inciso un DVD e un CD live, Live 2003, al Sydney's Horden Pavilion. Il disco include anche l'inedito Moses.
Il 2 dicembre 2003 i Coldplay hanno reso disponibile per il download digitale una reinterpretazione di 2000 Miles dei The Pretenders, divenendo il brano più scaricato nel Regno Unito in quell'anno, e tutti i proventi furono devoluti per le campagne Future Forests e Stop Handgun Violence. A Rush of Blood to the Head vinse due premi ai Grammy Awards 2003. Ai Grammy Awards 2004 i Coldplay ottennero il Grammy Award alla registrazione dell'anno per Clocks.

### X&Y(2005-2007)

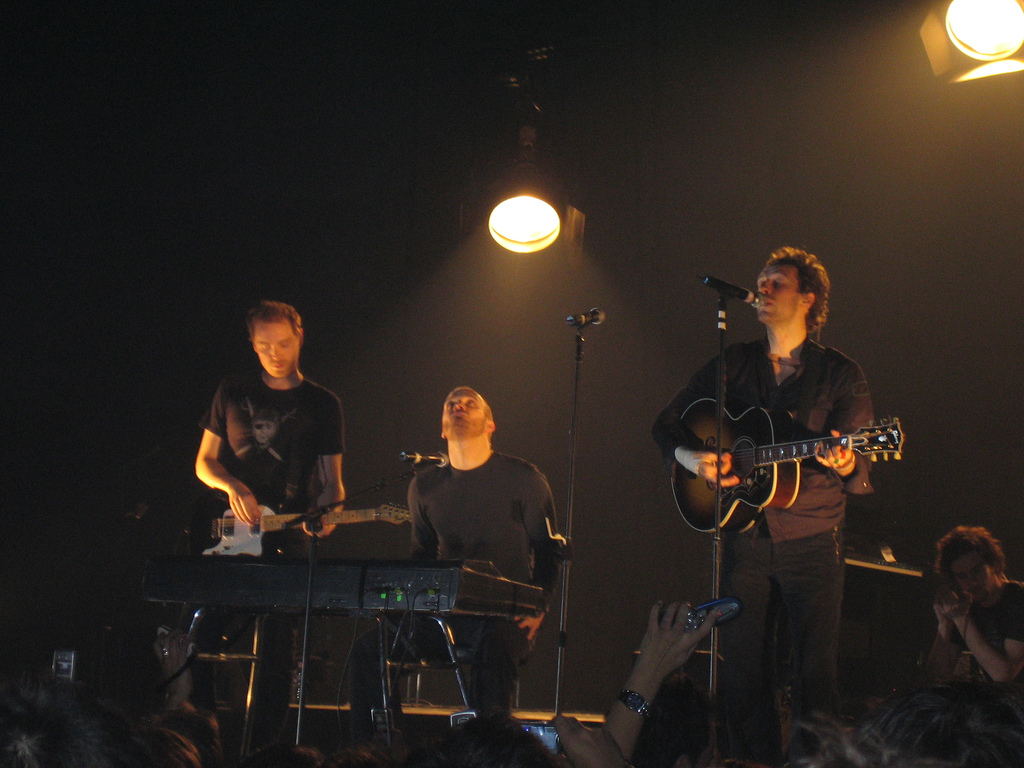
I Coldplay in concerto a Barcellona nel 2005

Il 2004 fu un anno tranquillo per i Coldplay, passato per la maggior parte lontano dai riflettori, riposando dai tour e registrando il loro terzo album. A maggio, i Coldplay presero in giro i fan con una nuova canzone e un nuovo video sul loro sito ufficiale per celebrare la nascita della figlia di Martin, Apple. George Martin, il produttore dei Beatles, introdusse il promo eseguito dai The Nappies, vestiti come una band rap/glam rock. Martin scherzava dicendo che quella musica era stata ispirata da Jay-Z.
Il terzo album dei Coldplay X&Y venne pubblicato il 6 giugno 2005 nel Regno Unito. L'album fu anticipato dal singolo di lancio Speed of Sound, che fece il suo esordio sulle radio e nei negozi musicali online il 18 aprile, uscendo poi come CD singolo il 23 maggio 2005. L'album si presentò direttamente alla prima posizione in 20 paesi. Per promuovere la nuova uscita, i Coldplay si esibirono in una serie di concerti intimi e segreti in Europa e Nord America in date comprese tra il mese di marzo e quelle di maggio, registrando il tutto esaurito in località come San Francisco, Chicago, Toronto, Boston e New York. I Coldplay sono stati in tour in Europa in giugno e luglio; la band ha suonato in 40 concerti nel Nord America da agosto fino alla fine di settembre durante il Twisted Logic Tour. L'estate 2005 li ha visti anche partecipare al Coachella Valley Music and Arts Festival, Glastonbury Festival e Fuji Rock Festival, oltre all'apparizione al Live 8 a Hyde Park di Londra.
X&Y era in origine destinato ad uscire a fine 2004. Alla metà di quell'anno, la band scrisse più di 40 brani per il disco. Molte di queste canzoni, come Ladder to the Sun, World Turned Upside Down e Poor Me, vennero eseguite dal vivo durante l'A Rush of Blood to the Head Tour. Tuttavia, queste furono scartate e la band si riunì per scriverne e registrarne di nuove. X&Y è stato registrato in più di 18 mesi in otto studi a New York, Chicago, Los Angeles, Liverpool e Londra.
Intorno allo stesso periodo hanno partecipato alla raccolta Rhythms del Mundo del Buena Vista Social Club con una nuova versione di Clocks.

### Viva la vida or Death and All His Friends(2008-2009)

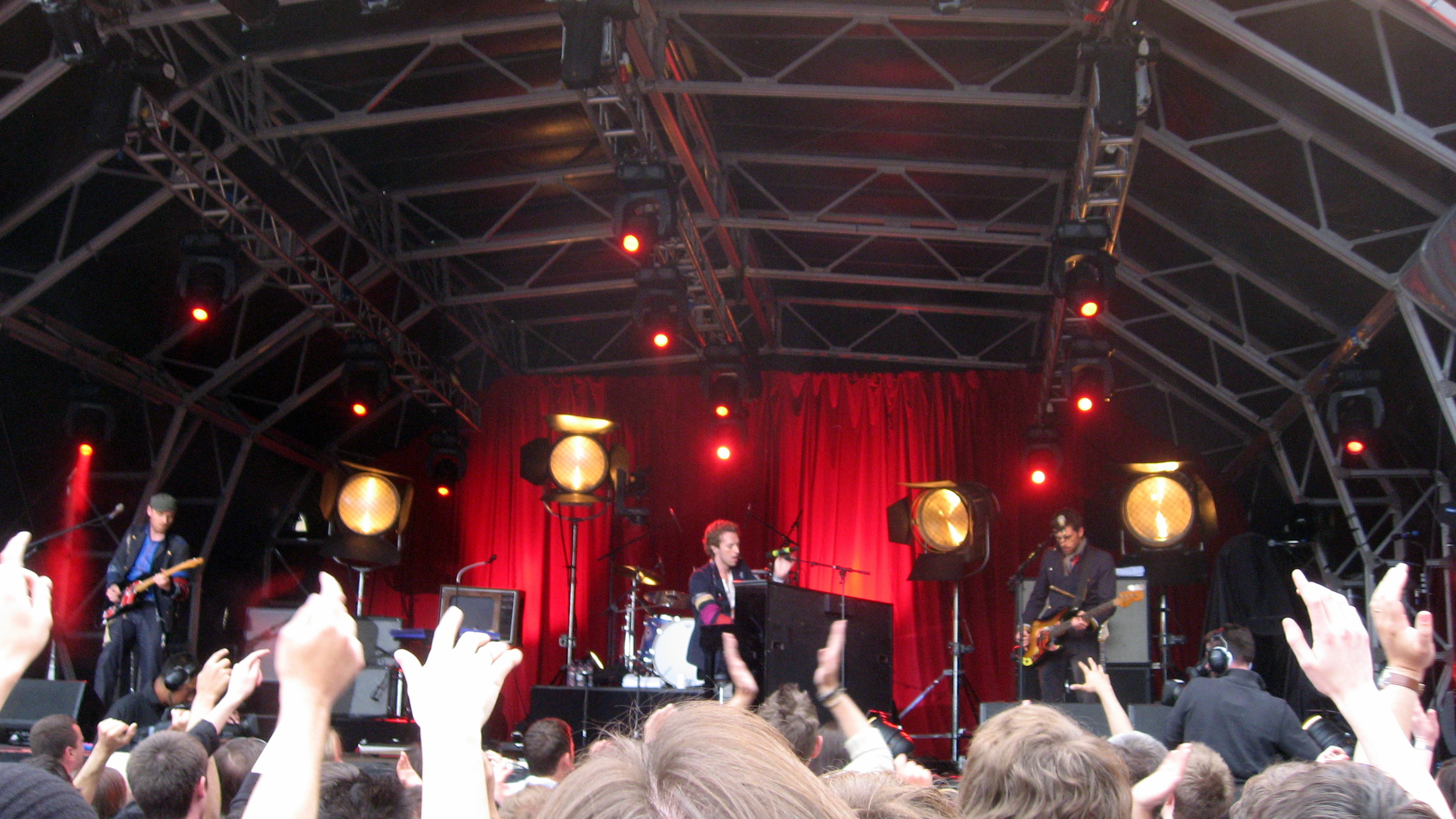
I Coldplay durante un concerto del Viva la vida Tour

Nel 2006 i Coldplay si misero al lavoro per la realizzazione del quarto album Viva la vida or Death and All His Friends, pubblicato il 13 giugno 2008. La copertina raffigura il dipinto La Libertà che guida il popolo di Eugène Delacroix. L'album contiene dieci brani e, come sostiene la band stessa, è «sì breve, ma intenso». La band si è definita fiduciosa nel proprio lavoro, tant'è che ha ammesso, con una certa ironia, di voler pubblicare l'album più bello degli ultimi 40 anni, con all'interno una canzone «che tutti devono ascoltare almeno una volta prima di morire». Dall'album vennero estratti i singoli Violet Hill, Viva la vida, Lost!, Lovers in Japan e Strawberry Swing. Life in Technicolor ii, invece, venne inserita nella scena finale del film Una notte al museo 2 - La fuga.
Dall'album venne scartato Lhuna, brano realizzato con la collaborazione di Kylie Minogue, in quanto non era in linea con il resto dell'album. Tuttavia venne pubblicato come singolo per beneficenza per l'associazione Red Wire, per il World Aids Day.
La band si è avvalsa della collaborazione di due produttori di prim'ordine: il primo è Brian Eno, storico produttore di alcuni album degli U2 e già collaboratore dei Coldplay nell'uso di sintetizzatori e campionamenti per alcuni brani tratti dai precedenti album. Il secondo è Timbaland, il quale vanta una notevole esperienza nel settore ed ha già coadiuvato numerosi artisti di prima grandezza del panorama pop internazionale. Ai due si è aggiunto inoltre l'ausilio dell'ingegnere del suono Markus Dravs, quest'ultimo collaboratore di artisti come Björk e Depeche Mode. La sonorità del nuovo disco sono influenzate dall'atmosfera e dal patchwork di immagini e sensazioni del mondo latino, visitato dai Coldplay durante un loro tour. Inoltre, grande importanza è stata riservata all'acusticità dei brani, visto che Berryman, Champion e Buckland hanno fortemente voluto suonare all'interno delle chiese di Barcellona per trovare la giusta ispirazione e l'esatta commistione data dal rapporto fra ambiente e produzione di suono. I Coldplay hanno lasciato il segno nel capoluogo catalano, tanto che Josep Guardiola, tecnico del Barcellona e grandissimo ammiratore del gruppo, ha ordinato che prima di ogni partita casalinga del Barcellona gli impianti del Camp Nou facciano suonare Viva la vida.
Le sessioni di registrazione sono avvenute in un nuovo studio, diverso da quelli precedentemente utilizzati per i tre album precedenti. I Coldplay hanno fortemente voluto una piccola stanzetta per le sessioni di prova «di una capacità tale da poter accogliere solo i quattro musicisti». È stato scelto per lo scopo un vecchio forno, "the Bakery" situato a Londra. Il 15 maggio 2009 i Coldplay pubblicano gratuitamente online l'album dal vivo LeftRightLeftRightLeft. Ai Grammy Awards 2009 si confermano una delle band più importanti del mondo, portando a casa tre premi: canzone dell'anno per Viva la vida, miglior album rock e migliore performance pop di gruppo per Viva la vida.

### Mylo Xyloto(2011-2013)
Nel mese di maggio 2011 il gruppo ha presentato una serie di indizi (video e immagini) che presentavano un susseguirsi di frasi che fanno parte del primo singolo del nuovo album, Every Teardrop Is a Waterfall, annunciato il 31 maggio 2011 e reso disponibile in download dal 3 giugno sul loro sito ufficiale.
Nel 2011 la band ha dunque lavorato al quinto album studio, Mylo Xyloto, pubblicato il 24 ottobre, prodotto in collaborazione con Brian Eno e Rihanna. I Coldplay durante un'intervista riguardante l'uscita dell'ultimo album avevano dichiarato "Ci piace anche l'idea di scrivere una canzone di Natale" infatti il 1º dicembre 2010 è uscito il singolo natalizio intitolato Christmas Lights, ma che non è stato inserito in quest'ultimo album.
Mylo Xyloto è stato anticipato anche da Paradise, pubblicato a settembre. Il 10 gennaio 2012 iniziò a circolare nelle radio Charlie Brown, uscito come terzo singolo il 3 febbraio dello stesso anno. Il 21 aprile, in occasione dello Record Store Day uscì in edizione limitata a 2 000 copie il doppio singolo Up with the Birds/U.F.O. mentre il 4 giugno uscì il quinto singolo Princess of China, realizzato con la partecipazione della cantante barbadiana Rihanna. Il 9 settembre 2012 parteciparono alla Cerimonia di chiusura dei XIV Giochi paralimpici estivi a Londra. Il loro spettacolo, lungo tutta la cerimonia, durò più di due ore e ha visto esibirsi con loro anche Rihanna e Jay-Z.
Il 25 settembre fu annunciata la pubblicazione di un documentario intitolato Live 2012, il quale documenta le esperienze del gruppo durante lo svolgimento del Mylo Xyloto Tour. Il documentario venne successivamente pubblicato nei formati DVD/CD, CD/DVD, BD e download digitale il 19 novembre 2012, data in cui fu pubblicato il sesto ed ultimo singolo estratto da Mylo Xyloto, Hurts Like Heaven, il cui video musicale, che mostra alcune immagini provenienti dal fumetto Mylo Xyloto, realizzato dai Coldplay insieme a Mark Osbourne, venne pubblicato l'8 ottobre. Il 20 aprile 2013, in occasione del Record Store Day, venne pubblicata un'edizione limitata di Hurts Like Heaven nel formato Picture disc, in allegato al primo numero della serie a fumetti Mylo Xyloto.
Anche per il Mylo Xyloto Tour i Coldplay hanno registrato il tutto esaurito poche ore dopo la messa in vendita online dei biglietti. Per il concerto alla Ricoh Arena di Coventry, ad esempio, i biglietti furono venduti tutti in 90 minuti.

### Ghost Stories(2013-2014)
Il 9 agosto 2013, i Coldplay hanno annunciato di aver composto un brano inedito intitolato Atlas, inserito nella colonna sonora del film Hunger Games: La ragazza di fuoco. Il singolo, previsto inizialmente per il 26 agosto sull'iTunes Store, è stato pubblicato il 6 settembre nel Regno Unito e l'8 settembre in tutto il mondo. Il 25 febbraio 2014 il gruppo ha pubblicato a sorpresa il videoclip di un altro brano inedito, intitolato Midnight e diretto da Mary Wigmore. Rispetto alle precedenti pubblicazioni del gruppo, Midnight è un brano caratterizzato da un sound maggiormente elettronico.
Il 3 marzo il gruppo ha rivelato il titolo del sesto album in studio, Ghost Stories, e la data di pubblicazione, fissata al 19 maggio 2014. Nello stesso giorno, è stato reso disponibile il singolo apripista dell'album, Magic. Il 29 aprile è stato condiviso attraverso SoundCloud il brano d'apertura dell'album, Always In My Head, trasmesso il giorno precedente durante la partecipazione di Chris Martin al programma di Zane Lowe su BBC Radio 1; nella stessa data inoltre è stato reso disponibile per l'ascolto anche A Sky Full of Stars, pubblicato come singolo il 2 maggio. Dall'album sono stati estratti anche True Love e Ink, rispettivamente pubblicati il 14 agosto e il 13 ottobre.
Alla pubblicazione dell'album il gruppo si è imbarcato per un breve tour composto da sette date tenute tra aprile e luglio 2014, che li ha visti esibirsi tra New York, Parigi, Tokyo e Londra. Le migliori parti delle esibizioni sono state successivamente raccolte nel terzo DVD del gruppo, intitolato Ghost Stories Live 2014 e pubblicato per il 24 novembre.

### A Head Full of Dreamse altre attività (2014-2018)

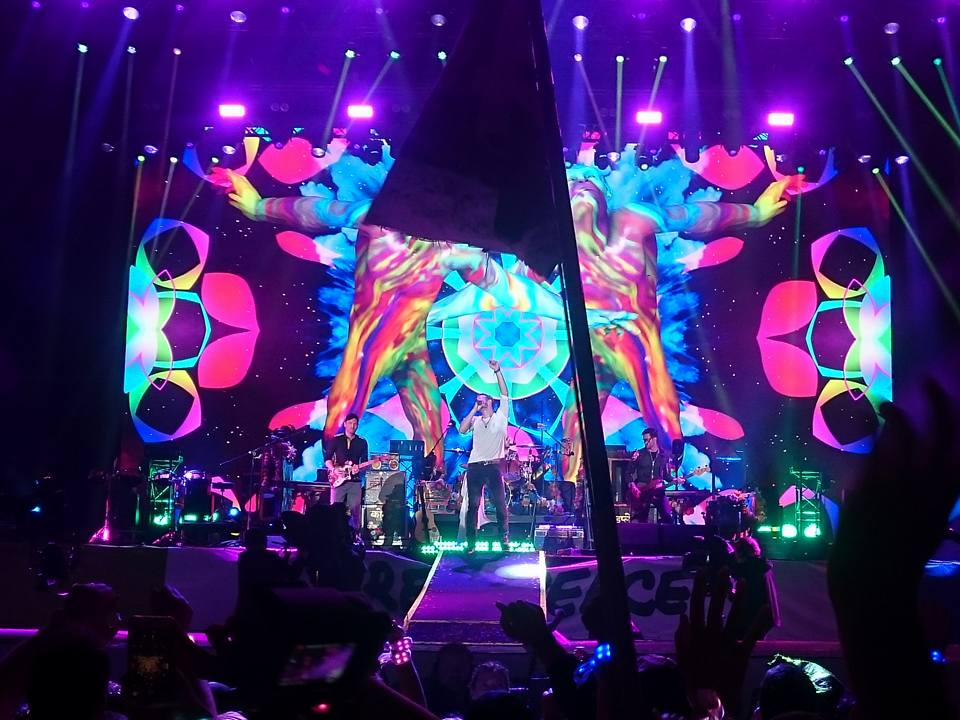
I Coldplay in concerto al Glastonbury Festival nel 2016

Il 28 ottobre 2014 il gruppo ha annunciato di aver composto un brano inedito intitolato Miracles, il quale è stato inserito nella colonna sonora del film Unbroken, uscito a Natale 2014. Il brano è stato reso disponibile per l'ascolto attraverso il canale YouTube del gruppo a partire dal 15 dicembre.

Nella serata del 4 dicembre, in occasione di un'intervista con Zane Lowe su BBC Radio 1, Chris Martin ha rivelato a sorpresa il titolo del settimo album in studio dei Coldplay, ovvero A Head Full of Dreams:
Il 2 novembre 2015 è stata rivelata la copertina dell'album, accompagnata dalla data di pubblicazione, fissata al 4 dicembre dello stesso anno. Quattro giorni più tardi è stato pubblicato il singolo apripista dell'album, intitolato Adventure of a Lifetime, e svelata la lista tracce, che include collaborazioni con Beyoncé, Tove Lo e Noel Gallagher. L'album esordisce alla seconda posizione della classifica statunitense Billboard 200 e alla prima nella Official Albums Chart britannica. In quest'album il gruppo ha abbandonato il rock per passare al pop: tale scelta è dovuta al fatto che secondo Chris Martin il rock «è morto, è finito», mentre secondo il bassista Guy Berryman «in giro c'è un sacco di rock orribile».
Il 29 gennaio 2016 il gruppo ha pubblicato il video del brano Hymn for the Weekend, estratto come secondo singolo dall'album il 5 febbraio. Sempre nel mese di febbraio il gruppo ha preso parte al Super Bowl 50 Halftime Show, eseguendo vari successi degli album precedenti e i brani di A Head Full of Dreams. Il 22 aprile è stato pubblicato il terzo singolo Up&Up, il cui videoclip ha ricevuto una candidatura ai Grammy Awards 2017 nella categoria Best Music Video. Il 19 giugno è stato reso disponibile il videoclip dell'omonimo A Head Full of Dreams, pubblicato come quarto singolo agli inizi di ottobre 2016.
In occasione degli MTV Video Music Awards 2016 i Coldplay hanno vinto nella categoria Best Visual Effects.
Il 22 febbraio 2017, in occasione dei BRIT Awards 2017, in cui sono stati candidati con Hymn for the Weekend nelle categorie British Single of the Year e British Video, il gruppo ha presentato per la prima volta dal vivo insieme al duo The Chainsmokers il brano inedito Something Just like This, pubblicato come singolo nello stesso giorno. Il 2 marzo è stato annunciato l'EP Kaleidoscope EP, pubblicato il 14 luglio e anticipato dai singoli Hypnotised, All I Can Think About Is You e Aliens.
Il 30 novembre 2018 hanno pubblicato sotto lo pseudonimo di Los Unidades il singolo E-Lo, in collaborazione con Pharrell Williams e Jozzy, primo estratto dall'EP di artisti vari Global Citizen - EP 1.

### Everyday Life(2019-2020)
Il 22 novembre 2019 i Coldplay hanno pubblicato l'ottavo album in studio Everyday Life, anticipato dal doppio singolo Arabesque/Orphans e dall'omonimo brano.
Per la sua promozione sono stati appesi alcuni poster in bianco e nero ritraenti il gruppo e la data 22 novembre 1919 in alcune città del mondo, tra cui Berlino, Hong Kong, Madrid e Sydney. Il primo concerto inerente al disco, invece, si è svolto ad Amman, in occasione di un evento congiunto con YouTube durante il quale la formazione ha eseguito dal vivo la prima metà Sunrise alle 4:00 e la seconda metà Sunset alle 14:00.
Sempre in Giordania, il frontman Chris Martin ha rivelato di essere mal disposto nei confronti di future manifestazioni dal vivo come i concerti a causa delle conseguenze ambientali, spiegando che «Ci prenderemo del tempo nei prossimi anni per trovare un modo in cui i nostri tour possano non solo essere sostenibili ma anche avere degli effetti positivi».

### Music of the Spheres(2021-2024)

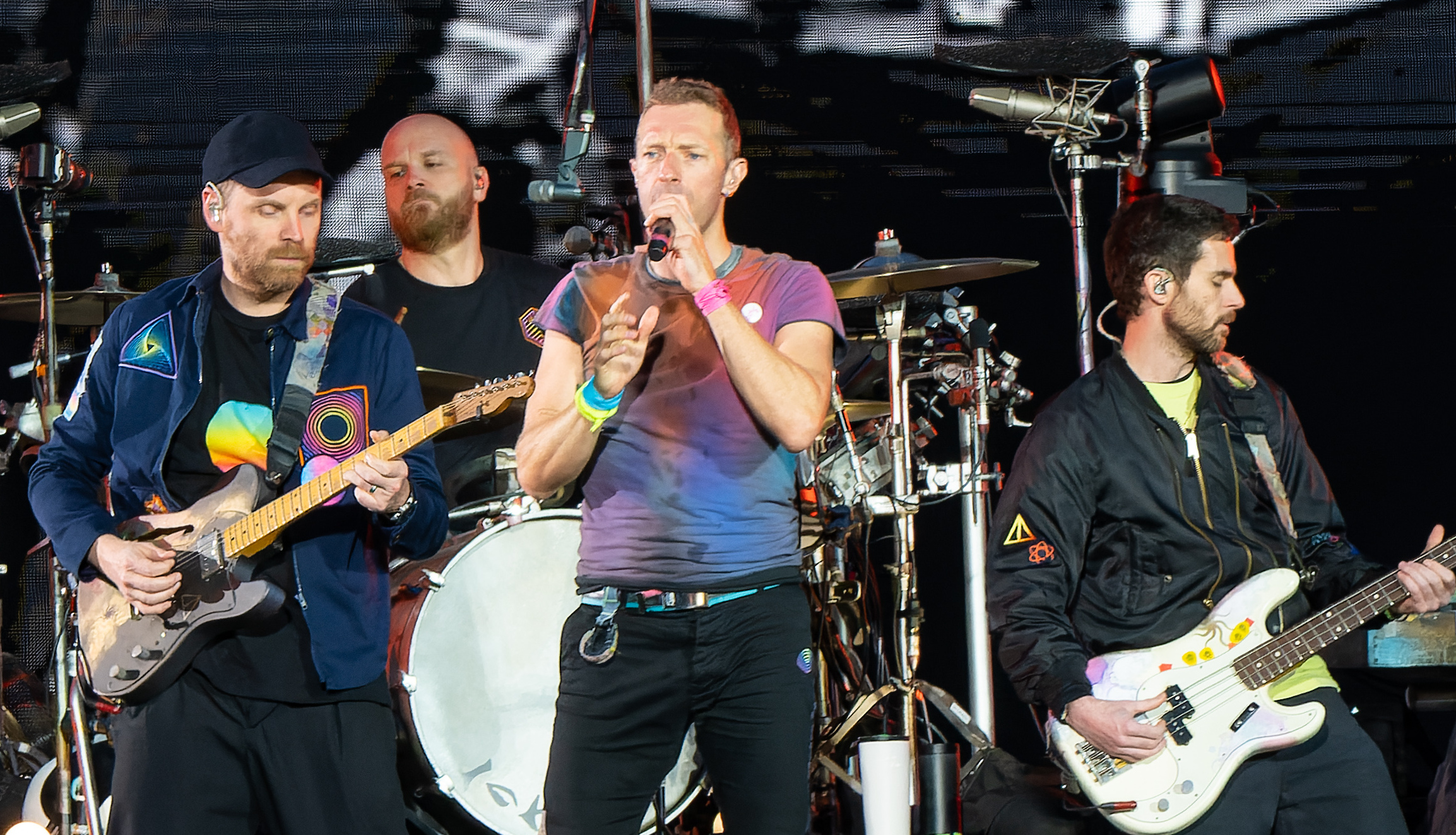
I Coldplay nel corso del Music of the Spheres World Tour

Il 29 aprile 2021 i Coldplay hanno annunciato un nuovo singolo intitolato Higher Power e pubblicato il seguente 7 maggio 2021, in concomitanza con la sua distribuzione presso la Stazione spaziale internazionale; la produzione è stata affidata a Max Martin, con il quale il gruppo ha deciso di collaborazione anche al nono album. Il singolo è stato promosso dal vivo attraverso vari eventi, tra cui i BRIT Awards 2021 e il Festival di Glastonbury (esecuzione preregistrata), oltre al video musicale diretto da Dave Meyers e diffuso l'8 giugno attraverso il canale YouTube del quartetto.
Il 20 luglio 2021 è stato annunciato il nono album Music of the Spheres, pubblicato il 15 ottobre 2021, mentre tre giorni più tardi è stato reso disponibile il secondo singolo Coloratura, distribuito solo digitalmente e non nelle radio a causa della sua durata di oltre dieci minuti. Il successivo singolo My Universe, realizzato con i BTS, è uscito il 24 settembre 2021 e ha regalato al gruppo la seconda numero uno nella Billboard Hot 100 statunitense.
L'album si è rivelato un successo, debuttando in cima alla Official Albums Chart e al quarto posto della Pop Chart di Billboard, durante il 2022 è stato promosso anche dai singoli Let Somebody Go (con Selena Gomez), People of the Pride, Biutyful e Humankind. Nello stesso anno ha avuto inoltre inizio il Music of the Spheres World Tour, tournée con lo scopo ambizioso di ridurre drasticamente le emissioni di anidride carbonica e che vede il gruppo esibirsi in varie località del mondo fino al 2024.

### Moon Music(2024-presente)
Nel 2024 i Coldplay hanno pubblicato il decimo album Moon Music, anticipato da tre singoli, tutti di buon successo commerciale: Feels like I'm Falling in Love, We Pray e All My Love.

## Stile ed influenze
I Coldplay nel corso della loro carriera, in special modo nei primi tre album, hanno saputo rivitalizzare le atmosfere del movimento britpop (genere nato intorno agli anni novanta) unendolo con influenze del rock alternativo. Con Viva la vida or Death and All His Friends sono passati a uno stile meno individuale e più in linea con le tendenze indie rock e pop degli ultimi anni. Allo stesso tempo la sperimentazione e la ricerca di nuove sonorità ed accostamenti non viene a mancare, ed è lo stesso Chris Martin che afferma che Mylo Xyloto è il migliore disco che la band potesse fare, e che se non ci saranno dei lavori migliori in futuro forse non ci sarà futuro nemmeno per i Coldplay.
Con Ghost Stories il gruppo ha dichiarato di voler tornare a uno stile che più gli appartenesse e più somigliasse a quello dei primi due album (in Mylo Xyloto e Viva la vida or Death and All His Friends ci fu un netto distacco con il passato), inserendo brani acustici che più si avvicinassero allo stile del primo album Parachutes ma anche sperimentando canzoni più elettroniche; tuttavia in A Head Full of Dreams vi è un ritorno alle sonorità pop di Mylo Xyloto, con nette differenze rispetto al precedente album.

Un gruppo che ha influenzato lo stile musicale dei Coldplay sono i norvegesi a-ha. Chris Martin al riguardo ha dichiarato:

## L'impegno sociale

### Filantropia
La band ha eseguito una versione leggermente modificata di A Message, intitolata A Message 2010, alla maratona televisiva Hope for Haiti Now: A Global Benefit for Earthquake Relief, raccogliendo fondi per le vittime del terremoto di Haiti del 2010. Nel 2012 Album Artists ha organizzato una mostra composta da opere d'arte di Mylo Xyloto alla Proud Gallery di Camden, raccogliendo oltre 610 000 sterline donate a Kids Company. Due anni dopo Martin si unì al gruppo di beneficenza Band Aid per la seconda volta, esibendosi insieme agli attuali artisti britannici e irlandesi in una nuova versione del brano Do They Know It's Christmas?, che ha raccolto i fondi per la crisi dell'Ebola in Africa occidentale. Nel febbraio 2016, la band ha collaborato ancora una volta con Album Artists, questa volta mettendo all'asta pezzi realizzati da Pilar Zeta per il loro settimo album in studio A Head Full of Dreams.
I Coldplay hanno anche contribuito al disco Plastic Oceans Album di Artists' Project Earth, reso disponibile il 20 febbraio 2018 all'Ocean Plastics Crisis Summit di Londra per contrastare l'inquinamento da plastica. Nello stesso anno hanno preso parte al progetto Global Citizen - EP 1 sotto lo pseudonimo di Los Unidades: il ricavato fu diretto agli sforzi dell'organizzazione di educazione e difesa verso la fine della povertà estrema. Nel 2020 hanno reso disponibile il video di Trouble In Town (brano tratto da Everyday Life), i cui proventi dello streaming e della pubblicazione sono stati donati all'Innocence Project e all'African Children's Feeding Scheme. Inoltre, hanno dichiarato il loro sostegno anche a The Ocean Cleanup nel marzo 2021, sponsorizzando due moto d'acqua che raccolgono plastica dai fiumi inquinati prima che raggiunga il mare in Malaysia. Mesi dopo, la band ha annunciato una partnership a lungo termine con One Tree Planted per piantare un albero per ogni biglietto venduto al Music of the Spheres World Tour, che fa parte dei loro sforzi per rendere il tour più sostenibile. Lo sforzo sarà portato avanti attraverso un accordo di riforestazione globale e inizierà in California, Romania, Haiti, Brasile e Ande.

### Politica e attivismo

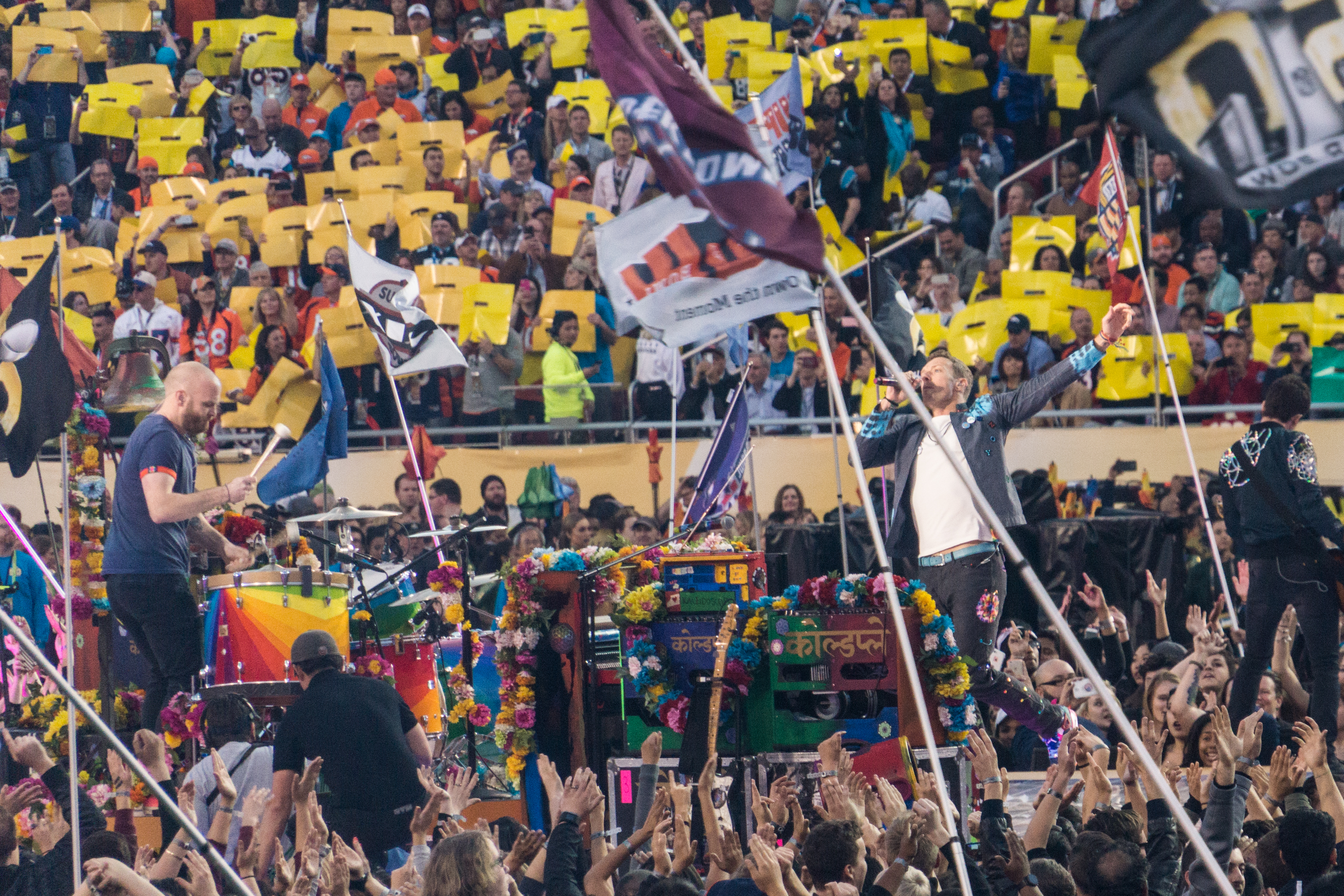
I Coldplay durante la loro esibizione al Super Bowl 50

Il frontman Chris Martin si espresse contro l'invasione dell'Iraq del 2003 durante un concerto del Teenage Cancer Trust alla Royal Albert Hall di Londra, incoraggiando, inoltre, la folla del locale a cantare contro la guerra. Negli anni duemila partecipò attivamente al dibattito politico negli Stati Uniti, appoggiando le campagne presidenziali di John Kerry e di Barack Obama. Nel 2009 i Coldplay iniziarono a prendere parte a Meat Free Mondays, una campagna gastronomica fondata da Paul McCartney avente lo scopo di aiutare a rallentare il cambiamento climatico eliminando il consumo di carne previsto per ogni lunedì. Nel 2011 il gruppo rese disponibile il video di un brano intitolato Freedom for Palestine, ricevendo oltre 12 000 commenti in meno di un giorno, con i fan sia d'accordo che in disaccordo con il messaggio: tra questi, alcuni hanno minacciato di boicottarli e hanno creato un gruppo per scusarsi con Israele. Il post è stato infine cancellato, ma Frank Barat di Oneworld ha dichiarato che è stato effettivamente rimosso da Facebook dopo che migliaia di persone e post generati dal computer lo hanno segnalato come offensivo, anziché dalla direzione del gruppo.
I Coldplay hanno sostenuto anche la comunità LGBTQ, suscitando polemiche con la loro esibizione allo spettacolo del primo tempo del Super Bowl 50, in quanto accusati di promuovere l'agenda gay dai conservatori per l'ultimo momento dello spettacolo, in cui il pubblico ha capovolto cartelli color arcobaleno con scritto Believe in Love. Sono anche tra gli artisti che hanno firmato una lettera pubblica a sostegno dell'Equality Act negli Stati Uniti d'America. Nel giugno 2016 il quartetto si espresse in favore del referendum sull'adesione all'Unione europea del Regno Unito; seguendo il risultato della Brexit, Martin ha commentato che questa decisione «non rappresenta noi o addirittura la maggior parte della nostra generazione e la generazione che ci segue». Il 4 giugno 2017 i Coldplay si sono esibiti al concerto di beneficenza One Love Manchester dedicato alle vittime colpite dall'attentato di Manchester del 22 maggio 2017, dove eseguirono anche Live Forever con Liam Gallagher. Mesi dopo si sono esibiti come ospiti speciali al Concerto per Charlottesville in seguito agli eventi del raduno Unite the Right rally. Nel novembre 2019, con la pubblicazione dell'album Everyday Life, il gruppo ha espresso in maniera più evidente le proprie posizioni contro il razzismo, la brutalità della polizia e la violenza armata.

## Formazione
- Chris Martin – voce, pianoforte, chitarra acustica
- Jonny Buckland – chitarra elettrica, tastiera, cori
- Guy Berryman – basso, tastiera, cori
- Will Champion – batteria, cori, chitarra acustica, tastiera

## Discografia

### Album in studio
- 2000 – Parachutes
- 2002 – A Rush of Blood to the Head
- 2005 – X&Y
- 2008 – Viva la vida or Death and All His Friends
- 2011 – Mylo Xyloto
- 2014 – Ghost Stories
- 2015 – A Head Full of Dreams
- 2019 – Everyday Life
- 2021 – Music of the Spheres
- 2024 – Moon Music

### Album dal vivo
- 2003 – Live 2003
- 2009 – LeftRightLeftRightLeft
- 2012 – Live 2012
- 2014 – Ghost Stories Live 2014
- 2018 – Live in Buenos Aires
- 2018 – Love in Tokyo

### Raccolte
- 2007 – The Singles 1999-2006

## Tournée
- 2000-01 – Parachutes Tour
- 2002-03 – A Rush of Blood to the Head Tour
- 2005-07 – Twisted Logic Tour
- 2008-10 – Viva la vida Tour
- 2011-12 – Mylo Xyloto Tour
- 2014 – Ghost Stories Tour
- 2016-17 – A Head Full of Dreams Tour
- 2022-25 – Music of the Spheres World Tour

## Riconoscimenti
American Music Award
- 2017 – Tour dell'anno per A Head Full of Dreams Tour

Billboard Music Awards
- 2012 – Miglior artista rock
- 2012 – Miglior artista alternativo
- 2012 – Miglior album pop per Mylo Xyloto
- 2012 – Miglior album alternativo per Mylo Xyloto
- 2015 – Miglior album rock per Ghost Stories
- 2017 – Miglior tour rock per A Head Full of Dreams Tour
- 2018 – Miglior canzone per dance/elettronica per Something Just like This (con The Chainsmokers)

BRIT Awards
- 2001 – Gruppo britannico
- 2001 – Album britannico dell'anno per Parachutes
- 2003 – Gruppo britannico
- 2003 – Album britannico dell'anno per A Rush of Blood to the Head
- 2006 – Album britannico dell'anno per X&Y
- 2006 – Canzone britannica dell'anno per Speed of Sound
- 2012 – Gruppo britannico
- 2013 – Miglior artista britannico dal vivo
- 2016 – Miglior gruppo britannico

Grammy Awards
- 2002 – Miglior album di musica alternativa per Parachutes
- 2003 – Miglior album di musica alternativa per A Rush of Blood to the Head
- 2003 – Miglior interpretazione vocale rock di un duo o un gruppo per In My Place
- 2004 – Registrazione dell'anno per Clocks
- 2009 – Miglior album rock per Viva la vida or Death and All His Friends
- 2009 – Canzone dell'anno per Viva la vida
- 2009 – Miglior interpretazione vocale pop di un duo o un gruppo per Viva la Vida

iHeartRadio Music Awards
- 2017 – Miglior tour per A Head Full of Dreams Tour
- 2018 – Miglior collaborazione per Something Just like This

Ivor Novello Awards
- 2009 – Canzone britannica più venduta per Viva la vida
- 2017 – PRS Most Performed Work per Hymn for the Weekend

MTV Europe Music Awards
- 2002 – Miglior artista UK e Irlanda
- 2003 – Miglior gruppo
- 2005 – Miglior artista UK e Irlanda
- 2005 – Miglior canzone per Speed of Sound
- 2015 – Miglior artista rock
- 2016 – Miglior artista rock
- 2017 – Miglior artista rock

MTV Video Music Awards
- 2002 – Miglior scenografia per Trouble
- 2003 – Miglior video di un gruppo per The Scientist
- 2003 – Miglior video svolta per The Scientist
- 2003 – Miglior regia per The Scientist
- 2012 – Miglior video rock per Paradise
- 2016 – Migliori effetti speciali per Up & Up
- 2020 – Miglior artista rock per Orphans

Q Awards
- 2000 – Miglior album per Parachutes
- 2002 – Miglior album per A Rush of Blood to the Head
- 2005 – Miglior artista nel mondo di oggi
- 2008 – Miglior artista nel mondo di oggi
- 2008 – Miglior album per Viva la vida or Death and All His Friends
- 2011 – Miglior artista nel mondo di oggi

Teen Choice Awards
- 2012 – Miglior canzone rock per Paradise

UK Music Video Awards
- 2009 – Miglior animazione in un video per Strawberry Swing
- 2009 – Video dell'anno per Strawberry Swing
- 2009 – Miglior video rock per Strawberry Swing
- 2016 – Miglior video rock/indie per Up&Up